# Хакимова, Ирина Шарифзяновна
Ирина Шарифзяновна Хакимова (тат. Ирина Шәрифҗан кызы Хәкимова; род. 29 марта 1951, Юрюзань, Челябинская область) — советская и российская артистка балета, педагог, народная артистка РСФСР (1987).

## Биография
Ирина Шарифзяновна Хакимова родилась 29 марта 1951 года в Юрюзани Челябинской области в семье Антонины Макаровны и Шарифьяна Фазыльяновича Хакимовыми.
В 1970 году окончила Пермское хореографическое училище (класс Людмилы Сахаровой). 
С 1970 года выступала в Татарском театре оперы и балета имени Мусы Джалиля в Казани. За более чем 25 лет работы в театре, станцевала более тридцати ведущих партий в классических и национальных балетах. Положила начало традиции проведения творческих вечеров на сцене Татарского оперного театра с приглашением ведущих солистов балета крупнейших театров России. Три вечера Ирины Хакимовой в Казани и бенефис в Москве имели огромный успех.
В 1970—1980 годах много гастролировала; выступала в ГДР, Румынии, Италии, Франции, Португалии, Мексики, США, Японии, странах Западной Африки (Ганы, Гамбии, Бенина, Нигерии, Сенегала, Марокко), на Кипре, во многих городов СССР.
В настоящее время — педагог Казанского хореографического училища. Среди её учениц Александра Елагина, Ирина Логинова, Ольга Алексеева.
В 1980—1985 годах была депутатом Верховного Совета Татарской АССР.

### Семья
- Муж — артист балета Виталий Николевич Бортяков (род. 1959), народный артист Татарской АССР (1984).
- Дочь — артистка балета Екатерина Витальевна Бортякова (род. 1982), закончила Казанское хореографическое училище, выступала в Татарском театре оперы и балета, сейчас — солистка московской труппы «Корона русского балета»[2].

## Премии и награды
- Народная артистка Татарской АССР (1976).
- Республиканская премия имени Габдуллы Тукая (1977).
- Заслуженная артистка РСФСР (27.11.1981)[3].
- Народная артистка РСФСР (24.08.1987).

## Партии в балетах
- «Шурале» Фарида Яруллина — Сююмбике
- «Сильфида» Х. Левенскьельда — Сильфида
- «Жизель» Адольфа Адана — Жизель
- «Лебединое озеро» Петра Чайковского — Одетта-Одиллия
- «Спящая красавица» Петра Чайковского — Аврора
- «Щелкунчик» Петра Чайковского — Маша
- «Корсар» Адольфа Адана, Лео Делиба, Рикардо Дриго, Цезаря Пуни — Медора
- «Баядерка» Людвига Минкуса — Никия
- «Ромео и Джульетта» Сергея Прокофьева — Джульетта
- «Дон Кихот» Людвига Минкуса — Китри
- «Водяная» Энвера Бакирова — Сэрви
- «Анюта» Валерия Гаврилина — Анюта
- «Две легенды» Назиба Жиганова — Зюгра, Нжери
- «Бессмертня песня» А. Монасыпова — муза поэта
- «Кармен-сюита» Р. Щедрина (пост. А. Плисецкого) — Кармен